# Raphiocarpus aureus
Raphiocarpus aureus är en tvåhjärtbladig växtart som först beskrevs av Stephen Troyte Dunn, och fick sitt nu gällande namn av Brian Laurence Burtt. Raphiocarpus aureus ingår i släktet Raphiocarpus och familjen Gesneriaceae. Inga underarter finns listade i Catalogue of Life.